# Panzoult
Panzoult est une commune française du département d'Indre-et-Loire, en région Centre-Val de Loire.

## Géographie

### Localisation
Le village de Panzoult se situe au sud ouest de l'Indre et Loire dans le pays du Chinonais, et fait ainsi partie de la région culturelle et historique de la Touraine. Situé à 12 km de Chinon et 4 km de l'Île Bouchard, le village de Panzoult est situé sur la rive droite de la Vienne, qui sert de limite avec Tavant et Sazilly.
| Rivarennes          | Cheille          | Avon-les-Roches |
| Cravant-les-Coteaux | Panzoult         | Crouzilles      |
| La Vienne Sazilly   | La Vienne Tavant | L'Île-Bouchard  |

### Paysages
Le village de Panzoult est intégré dans le Pays du Bouchardais sur les bords de la Vienne, où les paysages sont plus faiblement peuplé, avec des cultures agricoles plus étendues que dans le Pays du Chinonais. La superficie de la commune est de 3561 hectares avec un habitat très dispersé, principalement réparti dans la partie sud. Au nord de la commune, on trouve un plateau boisé où les sols argilo-siliceux expliquent l'absence de culture. La partie sud du plateau est entrecoupée par trois vallons boisés qui s’ouvrent sur la plaine alluviale s'étendant au sud de la commune, une soixantaine de mètres plus bas. Cette plaine est cultivée, principalement par la vigne. Territoire rural, son économie s’est développée autour de l’agriculture, de la vigne et du tourisme.
Au niveau des régions viticoles, Panzoult, rentre dans la région du Val de Loire et  dans la délimitation de L'AOC Chinon.
La commune fait partie du Parc Naturel Régional Loire-Anjou-Touraine, créé en 1996, et qui regroupe 141 communes engagées autour d'un projet de préservation des patrimoines et des ressources locales.

### Hydrographie

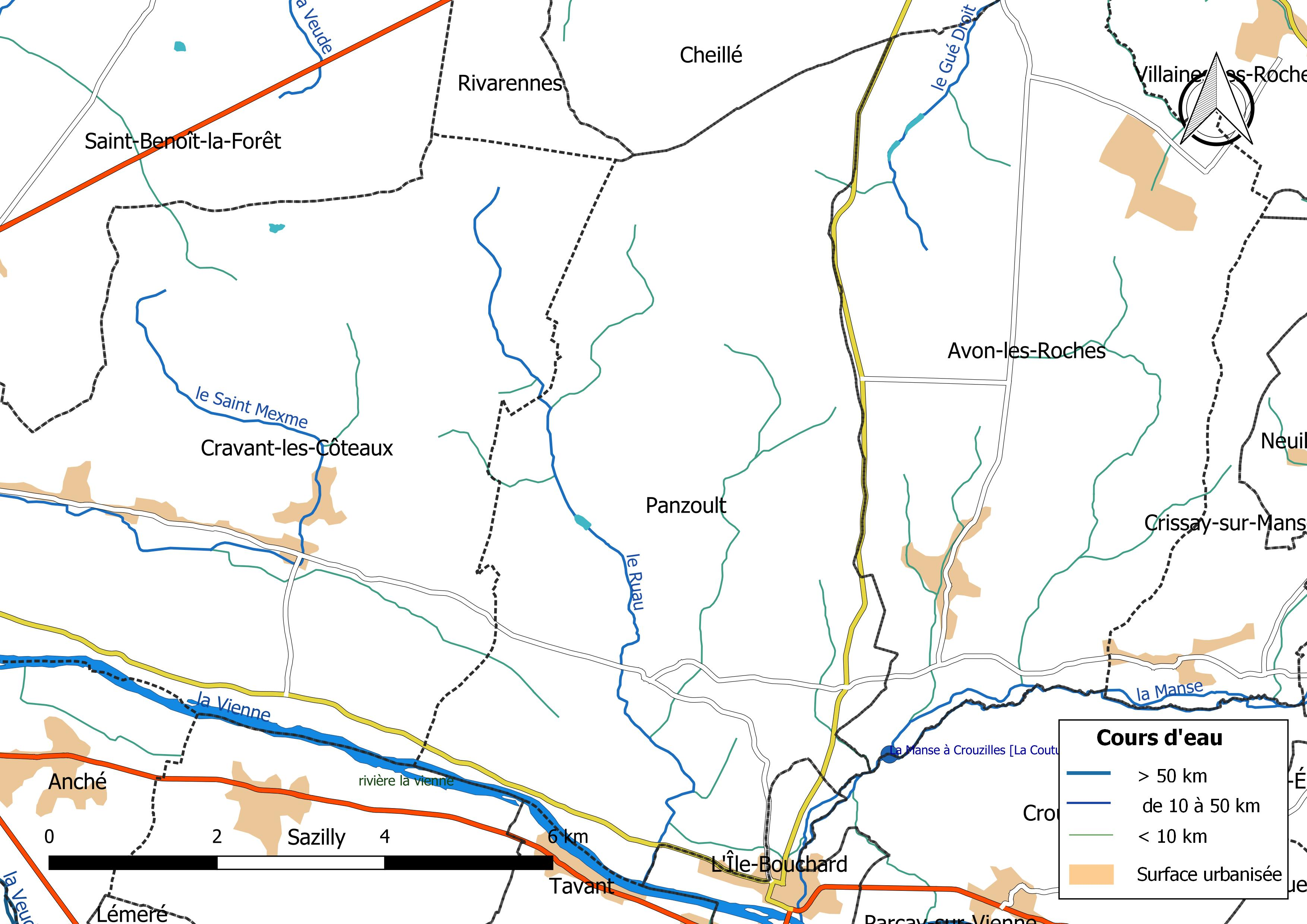
Réseau hydrographique de Panzoult.

La commune est bordée sur son flanc sud par la Vienne (0,401 km). Le réseau hydrographique communal, d'une longueur totale de 25,08 km, comprend deux autres cours d'eau notables, la Manse (0,209 km) et le Ruau (7,225 km), et neuf petits cours d'eau pour certains temporaires,.
La Vienne, d'une longueur totale de 363,3 km, prend sa source sur le plateau de Millevaches, dans la Creuse, à une altitude comprise entre 860 et 895 m et se jette  dans la Loire à Candes-Saint-Martin, à 30 m d'altitude, après avoir traversé 96 communes. La station de Nouâtre permet de caractériser les paramètres hydrométriques de la Vienne. Le débit mensuel moyen (calculé sur 61 ans pour cette station) varie de 60 m3/s au mois d'août  à 355 m3/s au mois de février. Le débit instantané maximal observé sur cette station est de 2 480 m3/s le 1er janvier 1962, la hauteur maximale relevée a été de 8,61 m le 8 janvier 1962,.
Sur le plan piscicole, la Vienne est classée en deuxième catégorie piscicole. Le groupe biologique dominant est constitué essentiellement de poissons blancs (cyprinidés) et de carnassiers (brochet, sandre et perche).
La Manse, d'une longueur totale de 30,5 km, prend sa source à une altitude de 117 m sur la commune de Bossée et se jette  dans la Vienne à L'Île-Bouchard, à 32 m d'altitude, après avoir traversé 11 communes. Sur le plan piscicole, la Manse est également classée en deuxième catégorie piscicole.
Le Ruau, d'une longueur totale de 10,3 km, prend sa source dans la commune de Cravant-les-Côteaux, traverse la commune du nord au sud et se jette  en rive droite de la Vienne en limite de la commune et de L'Île-Bouchard, après avoir traversé 4 communes. Sur le plan piscicole, le Ruau est également classé en deuxième catégorie piscicole.
Cinq zones humides ont été répertoriées sur la commune par la direction départementale des territoires (DDT) et le Conseil départemental d'Indre-et-Loire : « la vallée du Ruau », « la vallée du Ruisseau du Moulin », « la vallée de la Manse de Monmay à la Boussaye », « la vallée de Juche Pie » et le « Marais de Pallus »,.

### Climat
Pour des articles plus généraux, voir Climat du Centre-Val de Loire et Climat d'Indre-et-Loire.
En 2010, le climat de la commune est de type climat océanique altéré, selon une étude du CNRS s'appuyant sur une série de données couvrant la période 1971-2000. En 2020, Météo-France publie une typologie des climats de la France métropolitaine dans laquelle la commune est toujours exposée à un climat océanique altéré et est dans la région climatique Moyenne vallée de la Loire, caractérisée par une bonne insolation (1 850 h/an) et un été peu pluvieux.
Pour la période 1971-2000, la température annuelle moyenne est de 11,7 °C, avec une amplitude thermique annuelle de 14,8 °C. Le cumul annuel moyen de précipitations est de 692 mm, avec 10,7 jours de précipitations en janvier et 6,5 jours en juillet. Pour la période 1991-2020, la température moyenne annuelle observée sur la station météorologique de Météo-France la plus proche, sur la commune de Ligré à 10 km à vol d'oiseau, est de 12,5 °C et le cumul annuel moyen de précipitations est de 653,1 mm,. Pour l'avenir, les paramètres climatiques de la commune estimés pour 2050 selon différents scénarios d'émission de gaz à effet de serre sont consultables sur un site dédié publié par Météo-France en novembre 2022.

## Urbanisme

### Typologie
Au 1er janvier 2024, Panzoult est catégorisée commune rurale à habitat dispersé, selon la nouvelle grille communale de densité à sept niveaux définie par l'Insee en 2022.
Elle est située hors unité urbaine et hors attraction des villes,.

### Occupation des sols
L'occupation des sols de la commune, telle qu'elle ressort de la base de données européenne d’occupation biophysique des sols Corine Land Cover (CLC), est marquée par l'importance des forêts et milieux semi-naturels (50,9 % en 2018), une proportion sensiblement équivalente à celle de 1990 (51,3 %). La répartition détaillée en 2018 est la suivante : 
forêts (50,5 %), terres arables (21,8 %), cultures permanentes (10,3 %), prairies (8,3 %), zones agricoles hétérogènes (7,4 %), eaux continentales (1,1 %), milieux à végétation arbustive et/ou herbacée (0,4 %), zones urbanisées (0,2 %). L'évolution de l’occupation des sols de la commune et de ses infrastructures peut être observée sur les différentes représentations cartographiques du territoire : la carte de Cassini (XVIIIe siècle), la carte d'état-major (1820-1866) et les cartes ou photos aériennes de l'IGN pour la période actuelle (1950 à aujourd'hui).

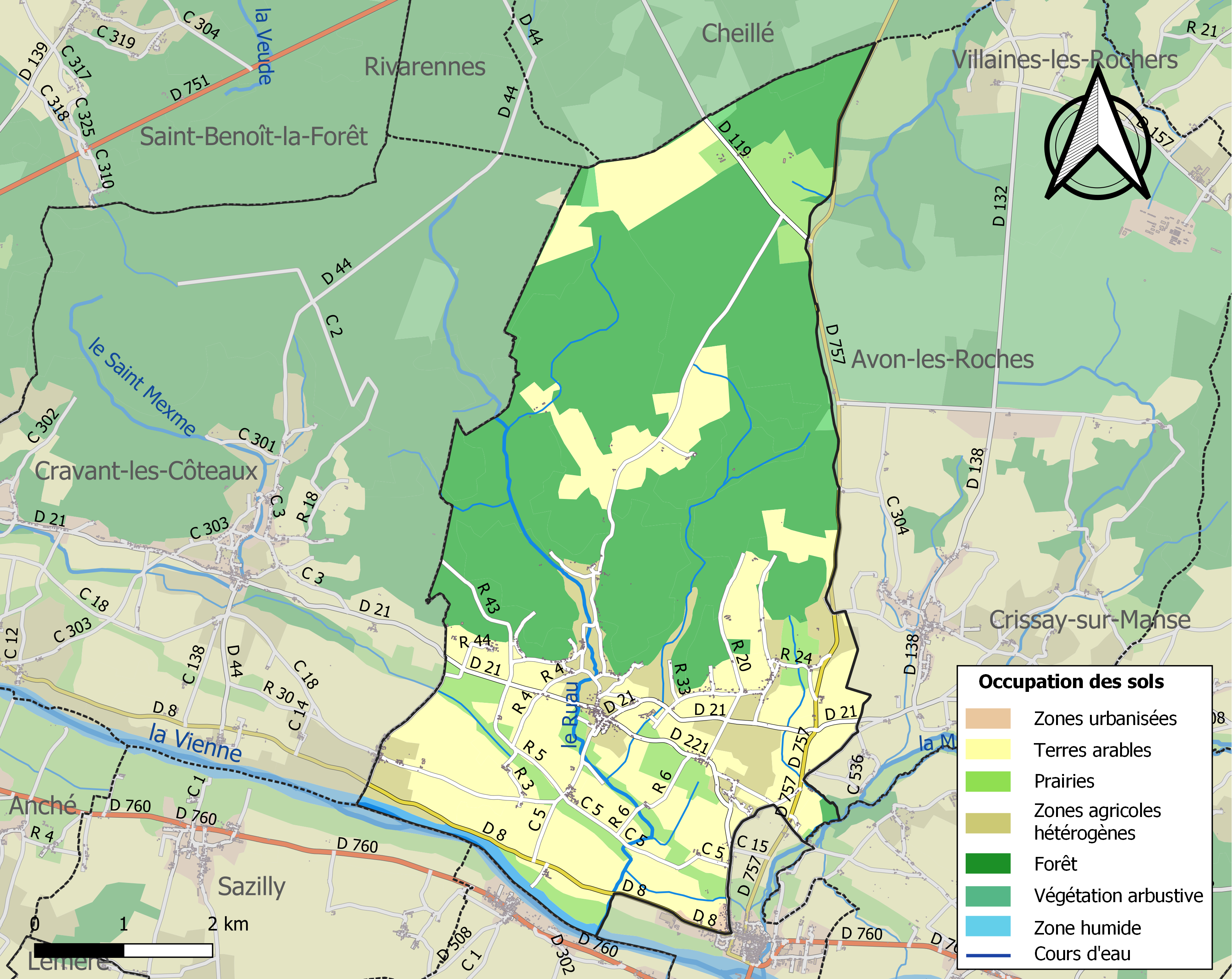
Carte des infrastructures et de l'occupation des sols de la commune en 2018 (CLC).

### Risques majeurs
Le territoire de la commune de Panzoult est vulnérable à différents aléas naturels : météorologiques (tempête, orage, neige, grand froid, canicule ou sécheresse), inondations, feux de forêts et séisme (sismicité faible). Il est également exposé à un risque technologique, le risque nucléaire. Un site publié par le BRGM permet d'évaluer simplement et rapidement les risques d'un bien localisé soit par son adresse soit par le numéro de sa parcelle.

#### Risques naturels
Certaines parties du territoire communal sont susceptibles d’être affectées par le risque d’inondation par débordement de cours d'eau, notamment le Ruau, la Manse et la Vienne. La commune a été reconnue en état de catastrophe naturelle au titre des dommages causés par les inondations et coulées de boue survenues en 1982, 1993 et 1999,.
Pour anticiper une remontée des risques de feux de forêt et de végétation vers le nord de la France en lien avec le dérèglement climatique, les services de l’État en région Centre-Val de Loire (DREAL, DRAAF, DDT) avec les SDIS ont réalisé en 2021 un atlas régional du risque de feux de forêt, permettant d’améliorer la connaissance sur les massifs les plus exposés. La commune, étant pour partie dans le massif de Chinon, est classée au niveau de risque 1, sur une échelle qui en comporte quatre (1 étant le niveau maximal).

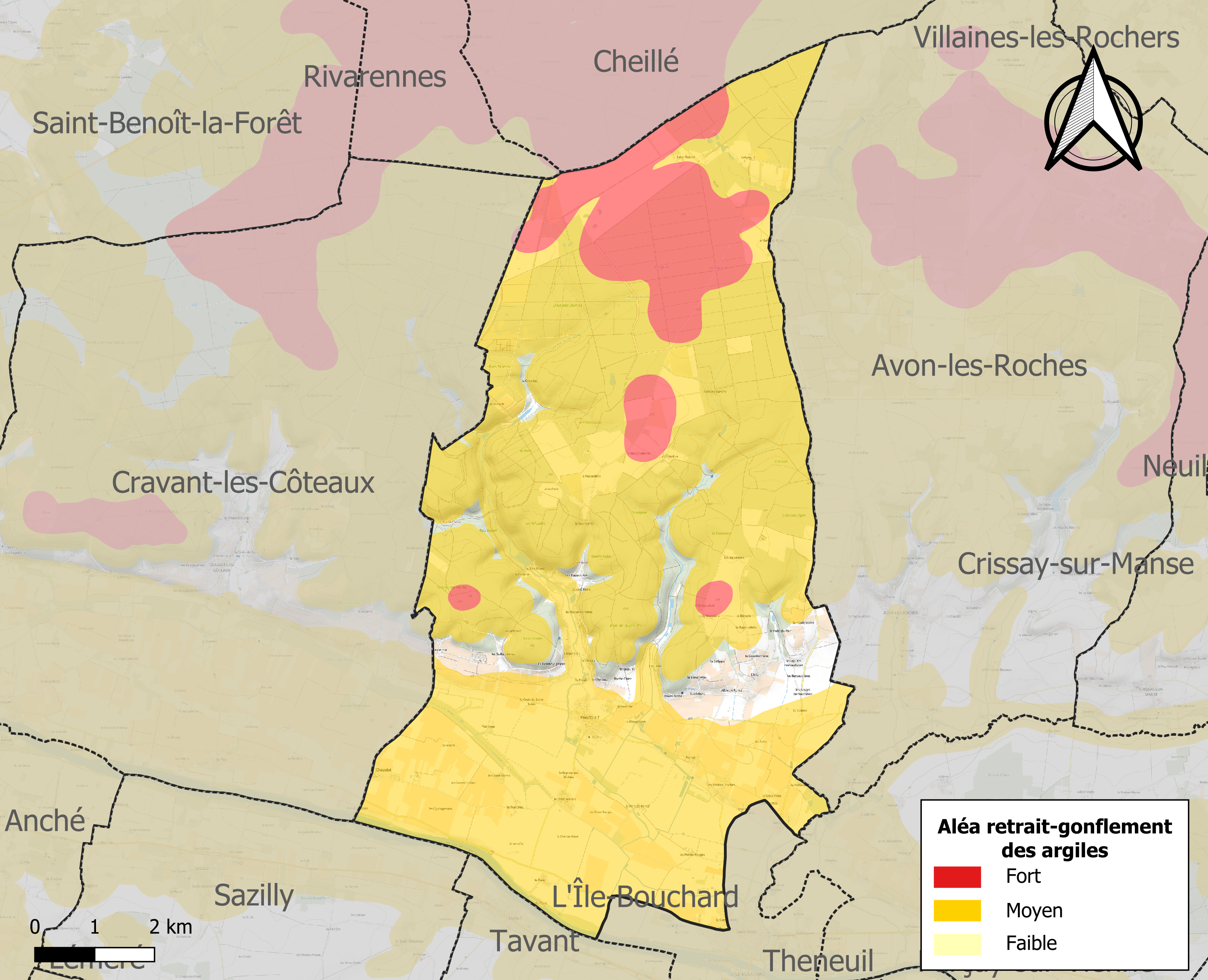
Carte des zones d'aléa retrait-gonflement des sols argileux de Panzoult.

Le retrait-gonflement des sols argileux est susceptible d'engendrer des dommages importants aux bâtiments en cas d’alternance de périodes de sécheresse et de pluie. 91,2 % de la superficie communale est en aléa moyen ou fort (90,2 % au niveau départemental et 48,5 % au niveau national). Sur les 373 bâtiments dénombrés sur la commune en 2019, 251 sont en aléa moyen ou fort, soit 67 %, à comparer aux 91 % au niveau départemental et 54 % au niveau national. Une cartographie de l'exposition du territoire national au retrait gonflement des sols argileux est disponible sur le site du BRGM,.
Concernant les mouvements de terrains, la commune a été reconnue en état de catastrophe naturelle au titre des dommages causés par des mouvements de terrain en 1999.

#### Risques technologiques
En cas d’accident grave, certaines installations nucléaires sont susceptibles de rejeter dans l’atmosphère de l’iode radioactif. La commune étant située dans le périmètre immédiat de 5 km autour de la centrale nucléaire de Chinon, elle est exposée au risque nucléaire. À ce titre les habitants de la commune ont bénéficié, à titre préventif, d'une distribution de comprimés d’iode stable dont l’ingestion avant rejet radioactif permet de pallier les effets sur la thyroïde d’une exposition à de l’iode radioactif. En cas d'incident ou d'accident nucléaire, des consignes de confinement ou d'évacuation peuvent être données et les habitants peuvent être amenés à ingérer, sur ordre du préfet, les comprimés en leur possession.

## Histoire
On fait remonter l’histoire du village au XIIe siècle, où on voit apparaître le village de Panzoult sous les formes Peiso, Pensot et Pensolt (respectivement dans les chartes des abbayes de Turpenay, Marmoutier et de Noyers) et dans une charte de Marmoutier de 1276 le désignant sous le nom de « Parrochia ou Ecclesia de Pensoto », appartenant à l’évêché de Tours. Cette seigneurie relevait de l’Île Bouchard et a appartenu à la famille Barjot, du XVIIe siècle jusqu’à la Révolution.
L'église était possession de l'abbaye de Marmoutier.

## Politique et administration
| Période                                  | Période   | Identité            | Étiquette | Qualité                        |
| ---------------------------------------- | --------- | ------------------- | --------- | ------------------------------ |
| mars 2001                                | mars 2008 | Marcellin Sigonneau | DVD       | Conseiller général (1985-2004) |
| mars 2008                                | mai 2020  | Isabelle Pain       | LR        | Salariée agricole              |
| mai 2020                                 | En cours  | Francis Desbourdes  |           |                                |
| Les données manquantes sont à compléter. |           |                     |           |                                |

## Population et société

### Démographie
L'évolution du nombre d'habitants est connue à travers les recensements de la population effectués dans la commune depuis 1793. Pour les communes de moins de 10 000 habitants, une enquête de recensement portant sur toute la population est réalisée tous les cinq ans, les populations de référence des années intermédiaires étant quant à elles estimées par interpolation ou extrapolation. Pour la commune, le premier recensement exhaustif entrant dans le cadre du nouveau dispositif a été réalisé en 2007.

En 2022, la commune comptait 599 habitants, en évolution de +4,54 % par rapport à 2016 (Indre-et-Loire : +1,67 %, France hors Mayotte : +2,11 %).
| 1793 | 1800 | 1806 | 1821 | 1831 | 1836 | 1841 | 1846 | 1851 |
| ---- | ---- | ---- | ---- | ---- | ---- | ---- | ---- | ---- |
| 712  | 644  | 762  | 757  | 853  | 895  | 856  | 867  | 848  |

| 1856 | 1861 | 1866 | 1872 | 1876 | 1881 | 1886 | 1891 | 1896 |
| ---- | ---- | ---- | ---- | ---- | ---- | ---- | ---- | ---- |
| 837  | 786  | 858  | 807  | 786  | 808  | 814  | 801  | 819  |

| 1901 | 1906 | 1911 | 1921 | 1926 | 1931 | 1936 | 1946 | 1954 |
| ---- | ---- | ---- | ---- | ---- | ---- | ---- | ---- | ---- |
| 777  | 819  | 786  | 713  | 633  | 636  | 615  | 652  | 666  |

| 1962 | 1968 | 1975 | 1982 | 1990 | 1999 | 2006 | 2007 | 2012 |
| ---- | ---- | ---- | ---- | ---- | ---- | ---- | ---- | ---- |
| 627  | 554  | 525  | 481  | 551  | 564  | 570  | 571  | 549  |

| 2017 | 2022 | - | - | - | - | - | - | - |
| ---- | ---- | - | - | - | - | - | - | - |
| 595  | 599  | - | - | - | - | - | - | - |

### Enseignement
Panzoult se situe dans l'Académie d'Orléans-Tours (Zone B) et dans la circonscription de Chinon.
L'école primaire Les P'tits Rabelaisiens accueille les élèves de la commune.

### Vie locale
- Fête de la Saint-Vincent, le 1er samedi de février.
- Festi'Vin: dernière Foire aux vins historique de la région, 1er mai (à la Cave Touristique des Vignerons).
- Panzoult Plage: festival de musique de Panzoult, le week-end avant la fête de la musique.
- Le Trail des caves: Randonnées VTT ou marche, autour du 20 juillet (au profit des Enfants du Népal)
- Fête du village: le 1er dimanche d'août.
- Course cycliste - Grand Prix des Vins de Panzoult, le 2e dimanche d'août.
- La Rando de la Bernache: Marche, VTT.
- Pêche, chasse, baignades, équitation, randonnées pédestres.
- Camping à la ferme, gites ruraux.

## Culture locale et patrimoine

### Lieux et monuments
- Atelier de taille de sarcophages mérovingiens (aux Villeseaux et au lieu-dit La Barbauderie)
- Ancien château seigneurial de Panzoult XVe siècle, avec tourelle d'escalier pentagonale.
- Château du Pressoir XVIe siècle : porte fortifiée, bâtiments disposés autour d'une cour d'honneur, bâtiments modernes, fuie carrée.
- Manoir du Croulay XVe siècle : escalier taillé dans le roc.
- Le Pavillon, ancien presbytère XVIIe siècle : cadran solaire en ardoise, sur la façade.
- Colombier de l'ancien château de Roncée XVIIe siècle : tour hexagonale coiffée d'un dôme à lanternon.
- Habitations troglodytiques.
- Grotte de la Sibylle de Panzoult: habitat troglodytique qui aurait abrité cette célèbre prophétesse. Selon la légende,  Rabelais serait venu la consulter pour connaître la destiné du mariage de deux de ses amis.
- Église Saint-Vincent : nef et collatéraux XVIe siècle à voûtes à nervures, chœur à voûte angevine et chevet plat fin XIIe siècle, culs-de-lampe sculptés, chapelle seigneuriale XVIe siècle, façade XIe siècle remaniée XVIe siècle, clocher XIIe et XVe siècles à flèche moderne ; vitraux.
- Ruines du couvent des cordeliers du Croulay : chapelle XVe siècle, vestiges du logis.
- Ruines de la chapelle de la Madeleine du Croulay XVe siècle : chœur creusé dans le rocher.
- Collines boisées dominant la vallée de la Vienne (rive droite).
- Landes du Ruchard.
- Cave Touristique: ancienne carrière de tuffeau sculptée, qui raconte l'histoire de la Sibylle de Panzoult, extraite du Tiers Livre de François Rabelais. Dégustation des vins des 15 vignerons de l'Association des Vignerons et visites guidées.

### Panzoult en littérature
François Rabelais a situé à Panzoult, dans la vallée du Croulay, la maison de la sibylle que vint consulter Panurge sur les conseils de Pantagruel.